# Ilmari Florell von Delwig
Oskar Ilmari "Pussi" Florell von Delwig, fram till 1924 Florell, född 16 augusti 1880 i Fredrikshamn, död 19 november 1945 i Högalids församling i Stockholm, var en svensk-finländsk baron, sångare och sångpedagog.
Florell von Delwig blev student i Helsingfors 1900 och var elev på Tekniska högskolan där. Han bedrev 1902-1911 bland annat sångstudier för Julius Hey i Berlin, Ernesto Boezi i Rom och Alfred J. Boruttau i Wien samt konserterade som sångare i Finland, Sverige, Tyskland och Österrike. Han var 1911-1912 anställd som hjältetenor vid Stadttheater i Colmar. Som sångpedagog verkade von Delwig från 1913 i Berlin och från 1914 i Lund, där han stiftade Delwigska kören, samt från 1925 dels i Köpenhamn, dels i Stockholm. 
Florell von Delwig komponerade manskvartetter, romanser och pianopreludier, däribland Span auf den Wellen (1908), Deux préludes pour piano (1913) och Vuggevise ved lille Majas Sygeleje (1913).